# Pseudometopius hagenii
Pseudometopius hagenii är en stekelart som först beskrevs av Cresson 1872.  Pseudometopius hagenii ingår i släktet Pseudometopius och familjen brokparasitsteklar. Inga underarter finns listade i Catalogue of Life.